# 우스이 히토시
우스이 히토시(일본어: 臼井 仁志, 1988년 11월 5일 ~ )는 일본의 전 축구 선수이다.

## 구단 경력
과거 파지아노 오카야마에서 활동하였다.